# 우리 읍내
《우리 읍내》는 1988년 10월 24일부터 1988년 11월 15일까지 방영된 문화방송 월화 미니시리즈이다. 경찰이 물고문하는 장면을 내보는 등 짙은 현실고발성을 띄자 치안본부 관계자들이 1988년 10월 25일 MBC를 방문하여 "경찰의 사기저하 문제" 등을 고려해줄 것을 요청했다.
게다가, 너무 많은 소재를 한꺼번에 다뤄 주제가 산만해졌다는 혹평이 있었다.

## 출연
- 이정길 : 장 경장 역
- 박상원 : 이 순경 역
- 전운 : 읍장 역
- 오지명 : 배도일 역
- 변희봉 : 남대천 역
- 윤예희
- 김상순
- 박인환
- 남영진
- 김영옥 : 조천댁 역
- 임현식 : 천 사장 역
- 송경철 : 맹 기자 역
- 이종남 : 윤 간호원 역

| 문화방송 월화 미니시리즈                    | 문화방송 월화 미니시리즈                        | 문화방송 월화 미니시리즈                          |
| 이전 작품                                   | 작품명                                          | 다음 작품                                         |
| ------------------------------------------- | ----------------------------------------------- | ------------------------------------------------- |
| 모래성 (1988년 9월 12일 ~ 1988년 10월 18일) | 우리 읍내 (1988년 10월 24일 ~ 1988년 11월 15일) | 도시의 흉년 (1988년 11월 28일 ~ 1988년 12월 19일) |

1. ↑  “MBC放映(방영)「우리 읍내」警察(경찰)서"내용 유감"표명”. 동아일보. 1988년 10월 26일. 2024년 9월 24일에 확인함.
2. ↑  박성수 (1988년 10월 31일). “「우리읍내」非理(비리)풍자"새맛"”. 경향신문. 2024년 9월 24일에 확인함.